# 2015年哈爾科夫恐怖襲擊事件

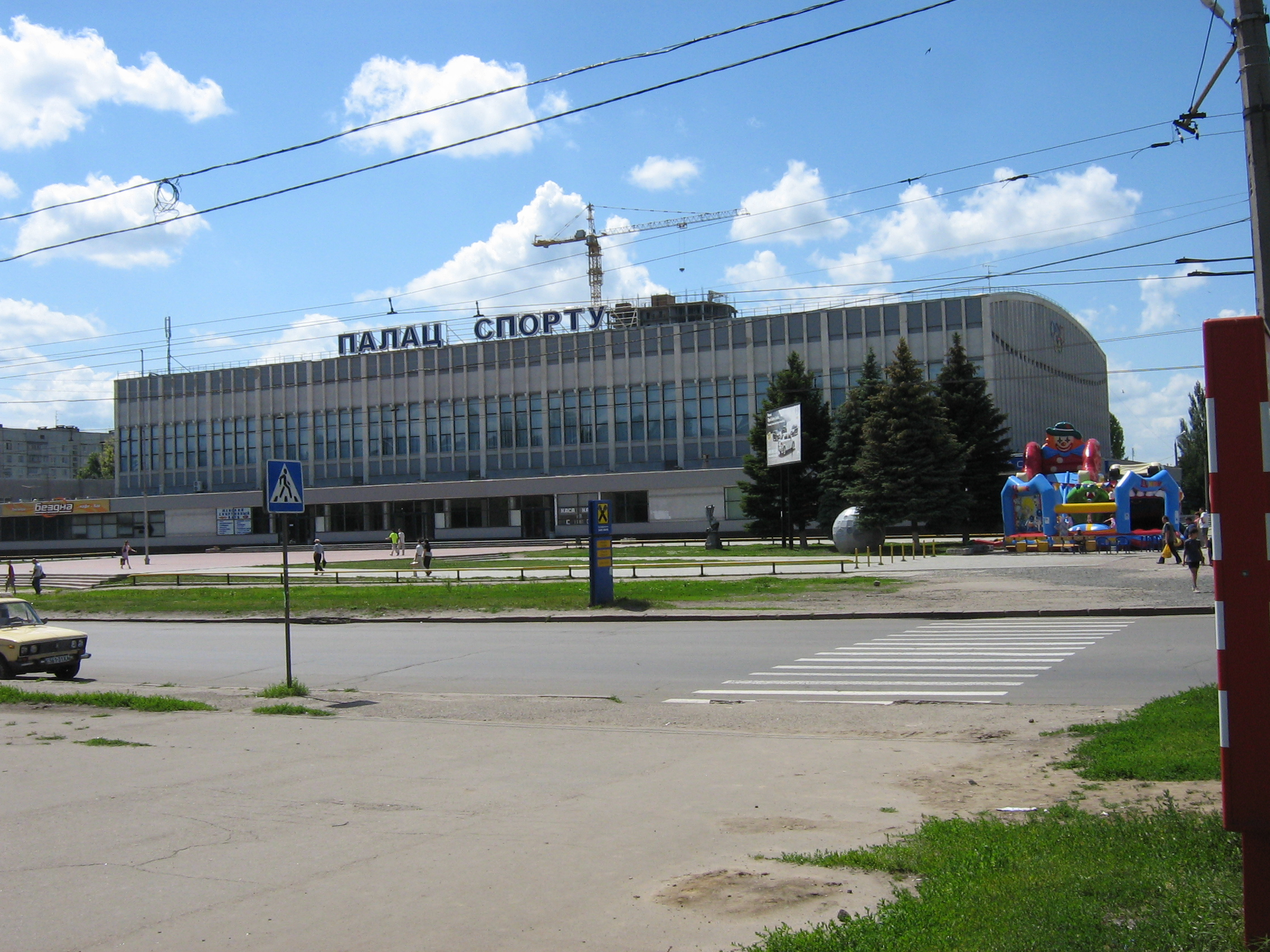
哈爾科夫體育館，爆炸就發生在這裏附近。

2015年哈爾科夫恐怖襲擊事件是2015年2月22日發生在哈爾科夫舉行的烏克蘭親歐盟示威運動周年紀念游行過程中發生的恐怖襲擊事件。炸彈在哈爾科夫體育館附近爆炸，造成2人當場死亡，11人受傷。受傷11人中有2人送往醫院後傷重死亡。在哈爾科夫發生的恐怖襲擊是源自烏克蘭親歐盟示威運動中出現親歐派和親俄派之間的衝突。 
基於這場爆炸，檢方根據烏克蘭刑法(恐怖主義行爲)第258條發起了刑事訴訟。. 這也是哈爾科夫首次在蘇聯解體後發生了導致人命傷亡的恐怖襲擊。

## 背景
自2014年2月起，由於烏克蘭親歐盟示威運動的影響，在哈爾科夫的社會政治形勢急劇惡化，演變成新政府的支持者和親俄派的對抗。.
自2014年下半年以來，在哈爾科夫和哈爾科夫州發生了一系列針對運輸基礎設施，軍事設施和公共場所的恐怖襲擊。. 例如，2014年11月9日，頗受歡迎的烏克蘭民族主義酒吧「牆」發生爆炸，造成13人受傷。. 2015年1月19日在哈爾科夫莫斯科區的區域法院大樓外發生爆炸，造成14人受傷。.
烏克蘭國家安全局哈爾科夫分局稱，2014年以内在哈爾科夫州發生了29起恐怖主義活動，19起破壞活動。.

## 衝突時間表
安裝在哈爾科夫體育館大樓附近的爆炸裝置在基輔時間下午一點十分被引爆—在那個時候，拿著烏克蘭國旗、右區黨旗以及其他黨派旗幟的示威者原本應該開始游行。 游行路綫是從哈爾科夫體育館計劃游行往憲法廣場，以紀念在烏克蘭親歐盟示威運動喪生的示威者。
來自哈爾科夫的烏克蘭親歐盟示威運動領袖，52歲的伊戈爾•托爾馬切夫 以及來自五一鎮區警察局，在大型活動中擔任護衛的上校瓦迪姆•里巴爾琴科, 當場被炸彈炸死, 及大約10人受傷，其中包括數名青年人及5名警察。隔天，2月23日，15歲青年傷重不治。2月24日早上另一位18歲學生也宣告不治 。 假如當時在路上沒有停泊著一輛麵包車擋住了爆炸產生的一部分碎片，那麽傷亡數字會更高。
據烏克蘭獨立新聞社的報導，如果哈爾科夫的與會者能夠統一游行路綫的話，那麽悲劇完全可以避免。當時有一組是從塔拉舍甫琴科紀念碑出發往憲法廣場的烏克蘭獨立紀念碑。另一組決定從體育館，也就是在2014年2月22日舉行烏克蘭東南部地區各級代表大會，反對基輔政府的地方開始游行 。結果令特警人員沒有足夠的人力和時間進行場地清空以及其他預防措施。

## 反應
恐怖襲擊後，烏克蘭國家安全與國防事務委員會秘書長亞歷山大·圖奇諾夫宣佈將哈爾科夫列爲受恐怖威脅最高級別的地區，並開始在哈爾科夫展開反恐行動。時任烏克蘭總統彼得·波洛申科承諾會將罪犯繩之於法. 哈爾科夫市長根納季·凱恩斯譴責了這次恐怖襲擊，並表示「哈爾科夫將成為烏克蘭不可分割的一部分」。
格魯吉亞, 歐盟, 拉脫維亞 譴責在哈爾科夫的恐怖襲擊，並對遇難者表示哀悼。 立陶宛 指控俄羅斯參與了這起恐怖襲擊。
專家指，俄羅斯對本起在哈爾科夫發生的恐怖襲擊沒有任何官方回應。
相反，自行成立的頓涅茨克人民共和國總統亞歷山大·扎哈爾琴科參與了對烏克蘭國家安全局的恐怖襲擊。

## 調查過程，法庭裁判以及交換囚犯
檢察官辦公室根據烏克蘭刑法第28條(恐怖主義行爲)開庭審理此案件。在恐襲後不久，烏克蘭國家安全局負責人馬基揚•盧布基夫斯基稱已扣留相關涉事分子。
烏克蘭内務部顧問安東•格拉申科稱，根據對爆炸裝置的殘骸分析，與月19日在莫斯科地方法院大樓附近爆炸中發現的殘骸相似，斷定實施恐怖襲擊的組織為「哈爾科夫游擊隊」隔天「哈爾科夫游擊隊」否認參與恐怖襲擊，並指内政部負責人阿森•阿瓦科夫組織了一起爆炸時間，旨在於哈爾科夫州展開反恐行動。. 但是，據媒體報導，除了不時出現在社交網絡上的言論外，公眾對哈爾科夫游擊隊組織的實際存在一無所知。
2015年2月23日根據公佈，爆炸是由一枚含有2公斤TNT以及碎片的遙控人員殺傷地雷引致。.
2015年2月26日，烏克蘭國家安全與國防事務委員會秘書長亞歷山大•圖奇諾夫宣布逮捕了5名涉嫌參與恐怖襲擊的嫌疑人。 據他說，被拘留者中「既是組織犯罪者，也是恐怖襲擊的實施者」，還繳獲了武器和彈藥：塑料炸藥，雷管和手榴彈。據烏克蘭國家安全局稱，一些恐怖分子在俄羅斯境內接受了培訓，並與頓涅茨克人民共和國協調了恐怖襲擊行動. 同時，一些哈爾科夫專家不排除本地商業和政治精英可能參與了恐怖襲擊。.
2015年4月22日，哈爾科夫州檢察官辦公室向該市的伏龍芝地方法院起訴了三名涉嫌實施恐怖襲擊的男子。 他們根據烏克蘭刑法第258條第三章（導致人員死亡的恐怖主義行為）和第263條第一章（非法處理武器）起訴這三名男子。 8月5日，法院將逮捕被指控犯有恐怖主義襲擊行為的人的期限延長至2015年10月中旬。
2017年1月12日，法院聽取了其中一名被告供認了一個犯下恐怖主義行為的囚犯的錄音。被告以自己健康變差爲由，定期要求召喚救護車以拖延法庭的調查，引起受害者不滿。. 辯護律師也被指正在延誤和破壞聽證會。 
2019年12月28日，哈爾科夫伏龍芝地方法院裁定弗拉基米爾•德沃尼科夫，維克多•特捷尤斯基和謝爾蓋•巴什利科夫犯有組織爆炸罪，判處無期徒刑。第二天，他們作為戰俘被移交給了頓涅茨克人民共和國和盧甘斯克人民共和國的代表。.

## 對遇難者的紀念
2月23日，在哈爾科夫為遇難者哀悼。2月24日，約有200人參加了大規模行動以紀念受害者.
2月24日，烏克蘭總統向已故的伊戈爾•托爾馬切夫追授三級勇氣勛章以表揚其勇敢、愛國主義及對烏克蘭人民的無私奉獻。. 2月26日，向已故的警察瓦迪姆•里亞巴爾琴科授予「 III級勇氣勳章」，以表彰他「在執行公務時表現出的個人勇氣」。不久前，死者被追授警察上校軍銜.
2016年2月22日，在哈爾科夫，恐怖襲擊發生地點附近的佩特拉•格里哥連科大街上，設立了遇難者紀念碑。